# 8690 Swindle
8690 Swindle eller 1992 SW3 är en asteroid i huvudbältet som upptäcktes den 24 september 1992 av Spacewatch vid Kitt Peak-observatoriet. Den är uppkallad efter Timothy D. Swindle.
Den tillhör asteroidgruppen Massalia.